# Jezioro Międzybrodzkie

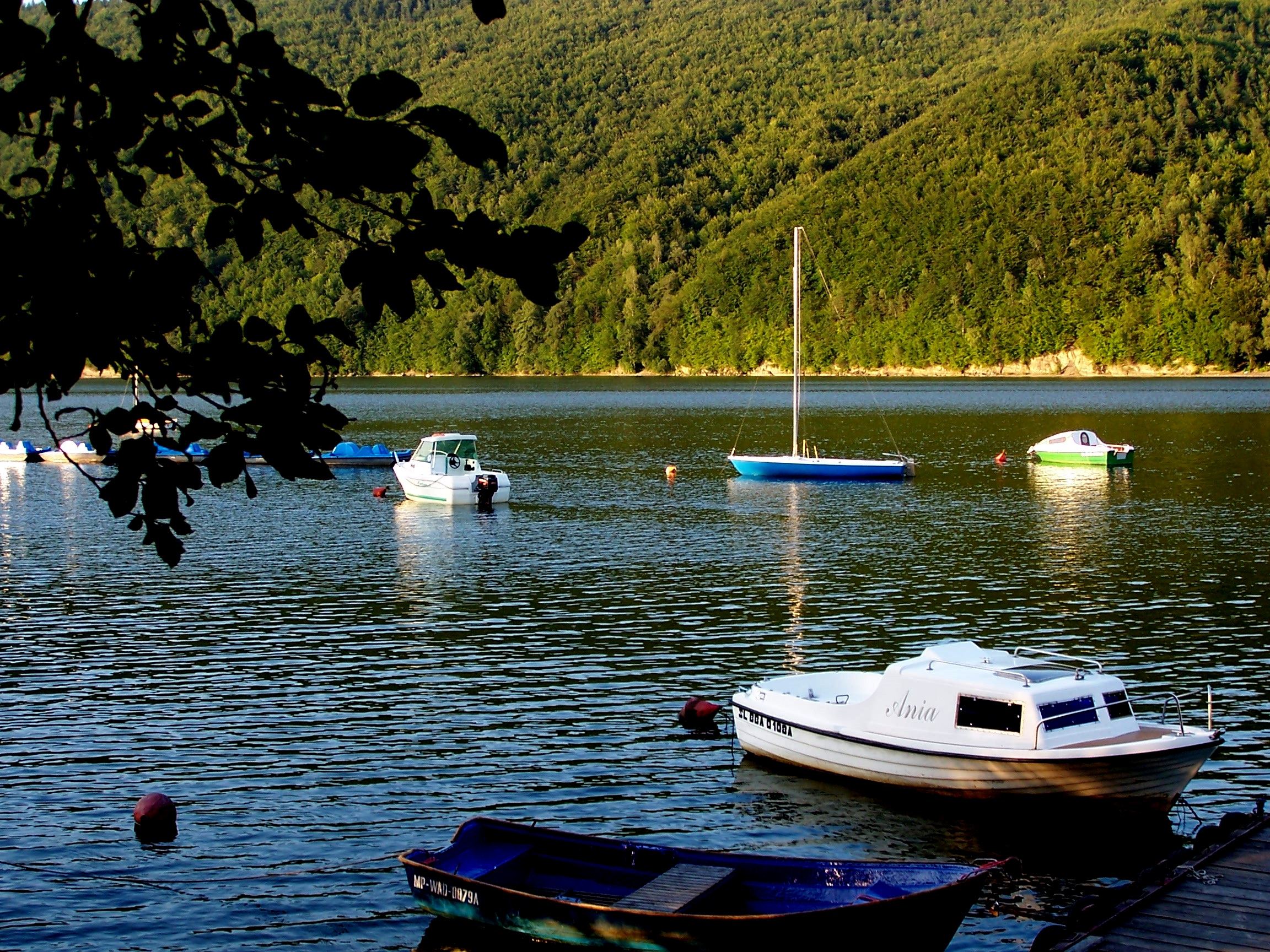
Marina

Das Jezioro Międzybrodzkie (deutsch: Międzybrodzie-See) ist ein Stausee an der Soła, in der polnischen Woiwodschaft Schlesien. Er liegt im Soła-Durchbruch durch den Gebirgszug der Kleinen Beskiden. Flussaufwärts liegt der Stausee Jezioro Żywieckie und flussabwärts der Stausee Jezioro Czanieckie.

## Beschreibung
Hinter der 37 m hohen Staumauer wird das Wasser der Soła sowie kleinerer Zuflüsse aufgestaut. Bei Vollstau beinhaltet der Stausee 26,6 Millionen m³ Wasser. Die Wasserfläche beträgt dann 3,8 km².

## Geschichte
Der Bau erfolgte 1937 und der Stausee wurde im gleichen Jahr geflutet. Er wird als Frischwasserspeicher für Bielsko-Biała genutzt.

## Tourismus
Der See ist für Touristen zugänglich, es gibt Strände und Marinas.

## Panorama

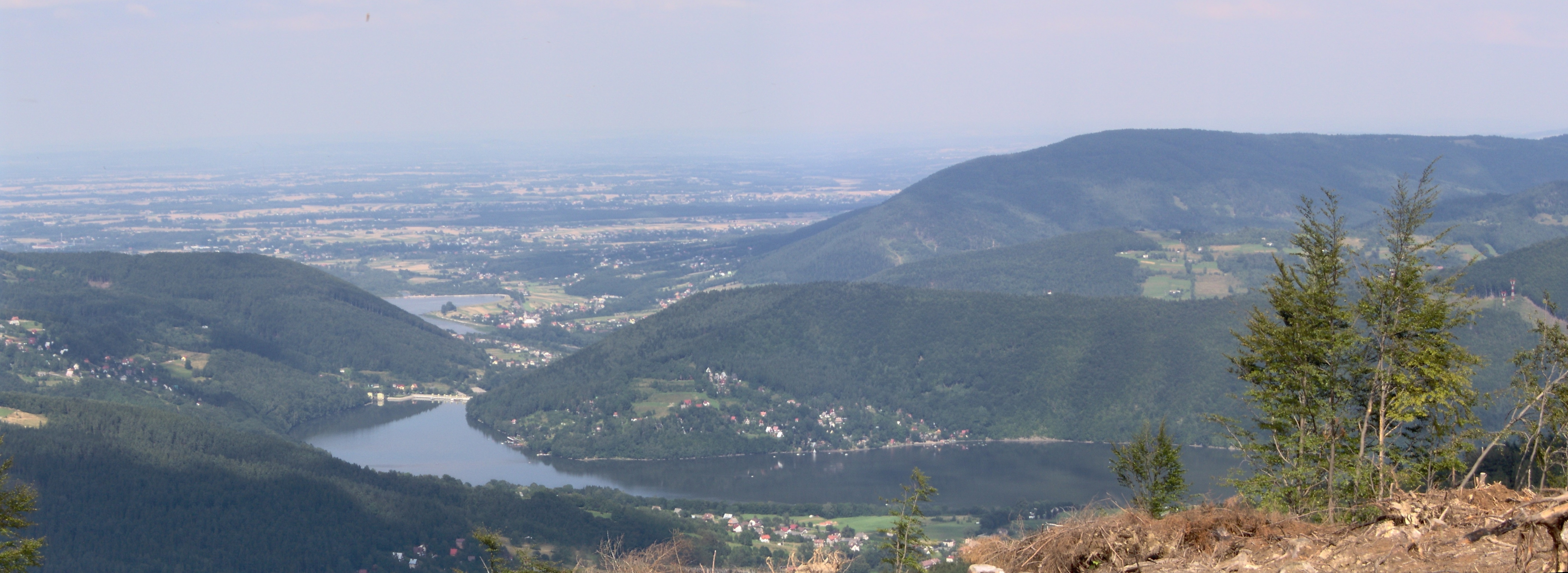
Blick vom Czupel in den Kleinen Beskiden